# Unione Comuni della Presolana
L'Unione Comuni della Presolana (ufficialmente Unione dei Comuni Lombarda della Presolana) è un'unione di comuni della Lombardia, in provincia di Bergamo, formata dai comuni di Cerete, Fino del Monte, Onore, Songavazzo.

## Storia
L'Unione è nata con atto costitutivo del 29 settembre 2000 con l'adesione dei comuni di Castione della Presolana, Cerete, Fino del Monte, Onore, Rovetta e Songavazzo.
Il 4 settembre 2015 il consiglio comunale di Castione della Presolana ha approvato una delibera relativa all'uscita dall'Unione, il cui iter si è concluso il 1º gennaio 2016.
Nel corso del 2016 è stato promosso dai sindaci dell'Unione un referendum per la fusione dei comuni, tenutosi il 20 novembre, che ha però visto bocciato il quesito in tutti e cinque i comuni interessati.
Nel 2020 il comune di Rovetta ha intrapreso la stessa strada di Castione, approvando il 23 settembre la proposta del sindaco Mauro Marinoni per lasciare l'Unione e continuare a collaborarvi tramite il convenzionamento dei servizi. L'uscita è diventata effettiva il 1º gennaio 2021.

### Simboli
Lo stemma e il gonfalone sono stati concessi con decreto del presidente della Repubblica del 6 aprile 2005.
Il gonfalone è un drappo di bianco.

## Descrizione
Per statuto l'Unione si occupa dei seguenti servizi:
- organizzazione generale dell'amministrazione, gestione finanziaria e contabile e controllo;
- organizzazione dei servizi pubblici di interesse generale di ambito comunale, ivi compresi i servizi di trasporto pubblico comunale;
- catasto;
- la pianificazione urbanistica ed edilizia di ambito comunale nonché la partecipazione alla pianificazione territoriale di livello sovra comunale;
- la programmazione in materia di difesa del suolo;
- la promozione turistica;
- la programmazione, la predisposizione e l'attuazione di progetto per il territorio;
- organizzazione e gestione dei rifiuti e la riscossione dei relativi tributi;
- progettazione e gestione del sistema locale dei servizi sociali ed erogazione delle relative prestazioni ai cittadini;
- edilizia scolastica, organizzazione e gestione dei servizi scolastici;
- polizia municipale e polizia amministrativa locale e sicurezza sociale;
- tenuta dei registri di stato civile e di popolazione;
- servizi in materia statistica;
- la comunicazione e l'informatizzazione.